# Bertrange (Luxembourg)
Pour les articles homonymes, voir Bertrange.
Bertrange (en luxembourgeois : Bartreng  et en allemand : Bartringen), est une localité luxembourgeoise et une commune dont elle est le chef-lieu situées dans le canton de Luxembourg.
Située à l'ouest de Luxembourg, la commune dispose de nombreux accès autoroutiers qui lui ont permis d’étendre son économie[réf. nécessaire]. Sa population est d’environ 9 110 habitants (46 % de Luxembourgeois).

## Géographie

### Voies de communication et transports
La commune est traversée par l'autoroute A6 et par les routes nationales N5, N34 et N35.
La commune est desservie par les autobus de la ville de Luxembourg (AVL) et par le Régime général des transports routiers (RGTR) et possède des stations Vel'oH!, ce dernier ayant remplacé en 2018 l'ancien service communal BE Bike Bertrange. En outre, elle exploite un service « City-Bus » sur réservation, le « Ruffbus Berti ».
D'un point de vue ferroviaire, Bertrange possède une gare sur son territoire : la gare de Bertrange - Strassen.

## Urbanisme
- Altitude (église) : 284 m
- Superficie de la commune : 17,39 km2
- Superficie de l’infrastructure routière : 0,76 km2
- Voirie vicinale : 21,690 km
- Voirie rurale : 22,190 km
- Superficie des bois propres à la commune : 354,49 ha
- Superficie des prés et labours propres à la commune : 81,06 ha

## Toponymie
D'origine franque, provient du prénom « Bert, Bertho » complété par le suffixe « ingen/ange ».
Le nom de la commune a évolué au fil des siècles : Bertharingen, Bertrig, Birtring, Berthinga, Bertringen.

## Histoire
La commune fut amputée le 1er janvier 1850 de la section de Strassen et de la partie de la section de Reckenthal se trouvant sur le ban de Strassen pour créer la nouvelle commune de Strassen.
Elle abrite le siège du Centre national de recherche archéologique.

## Politique et administration

### Liste des bourgmestres
| Identité                                       | Période        | Période                                     | Durée                     | Étiquette |
| Identité                                       | Début          | Fin                                         | Durée                     | Étiquette |
| ---------------------------------------------- | -------------- | ------------------------------------------- | ------------------------- | --------- |
| Jean-François Joseph d'Huart (d) (1789 - 1837) | 1805           | 1808                                        | 3 ans                     |           |
| Jean-Pierre Suttor (d) (1760 - 1831)           | 1809           | 1816                                        | 7 ans                     |           |
| Jean-François Joseph d'Huart (d) (1789 - 1837) | 1817           | 1824                                        | 7 ans                     |           |
| Jean-François Molitor (d)                      | 1825           | 1830                                        | 5 ans                     |           |
| Jean-François Joseph d'Huart (d) (1789 - 1837) | 1831           | 20 septembre 1837 (mort en cours de mandat) | 6 ans                     |           |
| Jean Beissel (d)                               | 1838           | 1843                                        | 5 ans                     |           |
| Richard Wolter (d)                             | 1844           | 1848                                        | 4 ans                     |           |
| Pierre Hutmacher (d)                           | 1849           | 1854                                        | 5 ans                     |           |
| Nicolas Goergen (d)                            | 1855           | 1860                                        | 5 ans                     |           |
| Jean-Pierre Muller (d)                         | 1861           | 1868                                        | 7 ans                     |           |
| Théophile Fries (d)                            | 1869           | 1875                                        | 6 ans                     |           |
| Jean-Pierre Muller (d)                         | 1875           | 1878                                        | 3 ans                     |           |
| Hubert Hilger (d) (1828 - 1907)                | 1879           | 1884                                        | 5 ans                     |           |
| Alexandre de Colnet-d'Huart (1821 - 1905)      | 1885           | 1896                                        | 11 ans                    |           |
| Hubert Hilger (d) (1828 - 1907)                | 1897           | 17 juillet 1907 (mort en cours de mandat)   | 10 ans                    |           |
| Jean Kaufmann (d)                              | 1908           | 1918                                        | 10 ans                    |           |
| Jean Theisen (d)                               | 1918           | 1925                                        | 7 ans                     |           |
| Antoine Schneider (d)                          | 1925           | 1935                                        | 10 ans                    |           |
| Nicolas Hilger (d)                             | 1935           | 1940                                        | 5 ans                     |           |
| Vacant                                         | 1940           | 1944                                        | 4 ans                     |           |
| Nicolas Hilger (d)                             | 1944           | 1957                                        | 13 ans                    | PCL       |
| André Wolff (d)                                | 1958           | 1972                                        | 14 ans                    | CSV       |
| Joseph Marson (d)                              | 1972           | 1981                                        | 9 ans                     |           |
| Niki Bettendorf (1936 - 2018)                  | 1982           | 2001                                        | 19 ans                    | DP        |
| Paul Geimer (d) (né en 1946)                   | 2002           | 4 février 2009                              | 7 ans                     | DP        |
| Frank Colabianchi (né en 1962)                 | 5 février 2009 | 2 mars 2022                                 | 13 ans et 25 jours        | DP        |
| Monique Smit-Thijs (d) (née en 1962)           | 3 mars 2022    | En cours                                    | 3 ans, 1 mois et 23 jours | DP        |

Source : « Bourgmestres et échevins de la commune de Bertrange », sur bertrange.lu (consulté le 16 avril 2018).

## Population et société

### Démographie
L'évolution du nombre d'habitants est connue à travers les recensements de la population effectués dans le pays depuis 1821. Les recensements décennaux de la population permettent de caler les chiffres sur la composition de la population par sexe, âge, nationalité et commune de résidence. Entre deux recensements, la population au 1er janvier de l’année {\displaystyle x} est évaluée en ajoutant à la population au 1er janvier de l’année {\displaystyle x-1} les soldes naturel (naissances {\displaystyle -} décès) et migratoire (arrivées {\displaystyle -} départs) de l'année. La même méthode est appliquée pour la répartition par âge au 1er janvier et les effectifs totaux par nationalité. Depuis le 1er septembre 2023, le Luxembourg dénombre 100 communes.
Au 1er janvier 2024, la commune comptait 8 892 habitants.
| 1821 | 1851  | 1871  | 1880  | 1890  | 1900  | 1910  | 1922  | 1930  |
| ---- | ----- | ----- | ----- | ----- | ----- | ----- | ----- | ----- |
| 822  | 1 180 | 1 247 | 1 217 | 1 092 | 1 177 | 1 140 | 1 227 | 1 367 |

| 1935  | 1947  | 1960  | 1970  | 1978  | 1979  | 1981  | 1983  | 1984  |
| ----- | ----- | ----- | ----- | ----- | ----- | ----- | ----- | ----- |
| 1 362 | 1 320 | 1 677 | 2 461 | 3 825 | 3 973 | 4 000 | 4 020 | 4 070 |

| 1985  | 1986  | 1987  | 1988  | 1989  | 1990  | 1991  | 1992  | 1993  |
| ----- | ----- | ----- | ----- | ----- | ----- | ----- | ----- | ----- |
| 4 090 | 4 050 | 4 070 | 4 146 | 4 150 | 4 178 | 4 228 | 4 342 | 4 232 |

| 1994  | 1995  | 1996  | 1997  | 1998  | 1999  | 2000  | 2001  | 2002  |
| ----- | ----- | ----- | ----- | ----- | ----- | ----- | ----- | ----- |
| 4 514 | 4 574 | 4 777 | 4 925 | 5 006 | 5 110 | 5 229 | 5 514 | 5 506 |

| 2003  | 2004  | 2005  | 2006  | 2007  | 2008  | 2009  | 2010  | 2011  |
| ----- | ----- | ----- | ----- | ----- | ----- | ----- | ----- | ----- |
| 5 484 | 5 680 | 5 813 | 5 923 | 6 137 | 6 282 | 6 383 | 6 389 | 6 213 |

| 2012  | 2013  | 2014  | 2015  | 2016  | 2017  | 2018  | 2019  | 2020  |
| ----- | ----- | ----- | ----- | ----- | ----- | ----- | ----- | ----- |
| 6 294 | 6 435 | 6 572 | 6 869 | 7 387 | 7 999 | 8 157 | 8 282 | 8 432 |

| 2021  | 2022  | 2023  | 2024  | - | - | - | - | - |
| ----- | ----- | ----- | ----- | - | - | - | - | - |
| 8 472 | 8 530 | 8 668 | 8 892 | - | - | - | - | - |

Pour des raisons techniques, il est temporairement impossible d'afficher le graphique qui aurait dû être présenté ici.

## Héraldique, logotype et devise
| Blason de la commune de Bertrange | L'écu de Bertrange se blasonne ainsi : Coupé d'argent et de gueules, au lion de l'un en l'autre, armé, lampassé et couronné d'or, la queue fourchue et passée en sautoir. |